# Total E-Quality
TOTAL E-QUALITY bezeichnet eine Initiative, die das Ziel verfolgt, Chancengleichheit zu etablieren und nachhaltig zu verankern. Der Begriff TOTAL E-QUALITY setzt sich zusammen aus Total-Quality-Management (TQM) und Equality für die Chancengleichheit. Außerdem ist TOTAL E-QUALITY die Bezeichnung für ein Prädikat für Organisationen, das als Arbeitgeber*innenmarke sichtbar ist. Seit 1996 wird die Initiative von dem gemeinnützigen Verein TOTAL E-QUALITY Deutschland e. V. geleitet. 

## Verein
Der Verein wurde 1996 von Vertretern von Unternehmen, Verbänden, Instituten und Ministerien gegründet. Gründungsmitglieder waren u. a. Vertreter der Bayer AG und das Bundesministerium für Familie, Senioren, Frauen und Jugend, das den Verein auch empfiehlt.
Mitglieder können natürliche volljährige und juristische Personen des öffentlichen oder privaten Rechts sein, die den Vereinszweck unterstützen. Organe des Vereins sind der Vorstand, die Mitgliederversammlung und das Kuratorium. Eva Maria Roer war von 1996 bis 2021 Vorstandsvorsitzende, seit 2022 bekleidet Dr.in Ulla Weber dieses Amt.

## Ziel
Der Verein verfolgt das Ziel, Chancengleichheit in Wirtschaft, Wissenschaft und Politik sowie Vielfalt zu etablieren und nachhaltig zu verankern. Dabei geht es darum, Haltungen und Werte zu fördern, ein authentisches Miteinander zu leben und Menschen in ihrer ganzen Vielfalt individueller Merkmale wertzuschätzen. Im Beruf dient es diesem Ziel, die Begabungen, Potenziale und Kompetenzen aller Mitarbeitenden (an-)zuerkennen, einzubeziehen und zu fördern. TOTAL E-QUALITY steht für eine gender- und diversitätsgerechte Personal- und Organisationskultur, die vielfältige Perspektiven einbezieht und Menschen jeglichen Hintergrunds inkludiert. Besondere Aufmerksamkeit erfährt dabei die intersektionale Verknüpfung geschlechtsspezifischer Aspekte mit verschiedensten persönlichen und sozialen Merkmalen. Dazu gehört auch ein generationenübergreifendes Chancengleichheitsverständnis. Die Intensivierung des wertschätzenden Austauschs zwischen den Generationen ist angesichts des Desiderats nach nachhaltigen gesellschaftlichen Lösungen zentral. Das Ziel wird mit Veranstaltungen, Öffentlichkeitsarbeit und der Verleihung des Prädikats TOTAL E-QUALITY verfolgt.

## Inhaltliche Schwerpunkte
- Strukturelle und strategische Verankerung von Chancengleichheit und Integration in Planungs- und Steuerungselemente zur Organisationsentwicklung
- Organisationskultur und gesellschaftspolitisches Bekenntnis zu Chancengleichheit
- Chancengerechte Personalarbeit
- Vereinbarkeit von Beruf/Studium und Privatleben
- Förderung von wertschätzendem, vorurteilsfreiem Verhalten/Aktivitäten gegen Machtmissbrauch, sexualisierte/geschlechtsbezogene Diskriminierung, Belästigung und Gewalt
- Chancengleichheit in Forschung/Lehre/Studium

## Prädikat
Jährlich zeichnet der Verein Organisationen, die sich für Chancengleichheit und kulturelle Vielfalt einsetzen, mit dem TOTAL E-QUALITY-Prädikat aus.
Dieses wird von einer Jury für drei Jahre verliehen. Bewerben können sich Organisationen aller Art mit mehr als 15 Beschäftigten.
Das Prädikat besteht aus einer Urkunde und dem Logo als Prädikatssymbol, das von den ausgezeichneten Organisationen für Öffentlichkeitsarbeit verwendet werden kann.
Das Bewerbungsverfahren basiert auf einer Selbstauskunft der Unternehmen. Die Bewerbungen werden von einer unabhängigen Jury begutachtet und bewertet.
Bis zum Jahr 2022 wurden 961 Prädikate an 348 Organisationen verliehen. 231 von ihnen haben das Prädikat bereits mindestens einmal erfolgreich verteidigt, 56 davon konnten bereits den Nachhaltigkeitspreis (Erhalt des Prädikats zum fünften Mal) erlangen. Diese 348 Organisationen haben insgesamt ca. 2 Millionen Beschäftigte und ca. 900.000 Studierende, die von einer chancengerechten Personalpolitik profitieren. 
Die zehn größten Unternehmen, die das Prädikat erworben haben, sind IBM Deutschland, Deutsche Bahn AG, AOK, Daimler, Bosch, Deutsche Bahn, Bundesagentur für Arbeit, E.ON, RWTH Aachen und Thales Group.

## Historie
Im Frühjahr 1994 fand am Comer See eine Konferenz mit Teilnehmern aus europäischen Ländern zum Thema Qualitätsmanagement statt. Dort wurde der Zusammenhang zwischen unternehmensweiter Qualität, Leistungssteigerung, Selbstorganisation des Personals und Chancengleichheit diskutiert. Die Erkenntnis war, dass Qualitätsverbesserungsinitiativen erfolgreicher sind, wenn sie mit Gleichberechtigung und Chancengleichheit von Frauen zu Verantwortung und Führungspositionen verbunden sind.

## Gesellschaftspolitische Relevanz
Die Erwerbstätigkeit von Frauen und der Anteil von Frauen in Führungspositionen steigt nur langsam. Die Bundesregierung mit den inhaltlich beteiligten Bundesministerien stehen hinter der Initiative und unterstützen deren Arbeit.
In der „Vereinbarung zwischen der Bundesregierung und den Spitzenverbänden der deutschen Wirtschaft zur Förderung der Chancengleichheit von Frauen und Männern in der Privatwirtschaft“ vom 2. Juli 2001 wurde TOTAL E-QUALITY explizit erwähnt.
Auch die „5. Bilanz Chancengleichheit: Chancengleichheit auf einem guten Weg“
resümiert entsprechend.

## Kritik
Die Fragen, die für den Erwerb des Prädikat beantwortet werden müssen, werden als zielführend angesehen, wobei sie manchen Kritiker nicht weit genug gehen und anderen zu sehr TQM-lastig sind. Der größte Kritikpunkt ist allerdings, dass die Verleihung auf einer Selbstauskunft der Unternehmen beruht. Der Verein arbeitet auf der Basis von Selbstverpflichtung der Organisationen.